# The Wubbulous World of Dr. Seuss
The Wubbulous World of Dr. Seuss – serial TV, którego bohaterami są marionetki.

## Bohaterowie
| Postać | Inne | Głos |
| --- | ---- | --- |
| Kot w Kapeluszu (The Cat in the Hat) |      | Bruce Lanoil (sezon 1) Martin P. Robinson (sezon 2) |
| Małe Koty A, B i C3) (The Little Cats), asystenci Kota w Kapeluszu |      | Kathryn Mullen (sezon 1) Leslie Carrara (sezon 2), Stephanie D'Abruzzo i John Kennedy3) |
| Fox w skarpetkach (Fox in Socks) |      | Bruce Lanoil (sezon 1) Tim Lagasse (sezon 2) |
| Grinch (The Grinch) |      | Anthony Asbury |
| Terrence McBird, przyjaciel Kota w Kapeluszu |      | Anthony Asbury [sezon 2] |
| Łoś Thidwick (Thidwick the Big-Hearted Moose) |      | Anthony Asbury |
| Żółw Yertle (m.in. zaufany doradca Króla Noogle) (Yertle the Turtle) |      | Anthony Asbury |
| Słoń Horton (Horton the Elephant) |      | John Kennedy |
| Słoń Morton Bird, syn Hortona (Morton the Elephant Bird) |      | Kathryn Mullen (sezon 1) Leslie Carrara-Rudolph (sezon 2) |
| |      | |
| Gink (The Gink) Eliza Jane Dorfman |      | Anthony Asbury Kathryn Mullen [sezon 1, odc. 1 „[http://muppet.wikia.com/wiki/Episode_101:_The_Gink The Gink]”]                                                                                          |
| Sue Snue1) – 2 i 16 „The Road to Ka-Larry” i jej wujkowie: Wujek Berklummer2) (Uncle Berklummer), Wujek Bocks3) (Uncle Bocks), Wujek Docks4) (Uncle Docks) i Wujek Dutter5) (Uncle Dutter)           |      | Stephanie D'Abruzzo1) Bill Barretta2), Anthony Asbury3), John Kennedy4) i Bruce Lanoil5) [sezon 1, odc. 2 „[http://muppet.wikia.com/wiki/Episode_106:_Who_Are_You,_Sue_Snue%3F Who Are You, Sue Snue?]”] |
| Król Lindy, człowiek z długą brodą (King Lindy of Lime) oraz Elwood, błazen królewski Król Noogle, człowiek myślący, że ma najdłuższą brodę (King Noogle), ojciec Księżniczki Mindy (Princess Mindy) |      | John Kennedy i Joey Mazzarino Bruce Lanoil Kathryn Mullen [sezon 1, odc. 3 „[http://muppet.wikia.com/wiki/Episode_103:_The_King%27s_Beard Broda Króla"]                                                  |
| Dziadek Mullally (Grandpa Mullally), dziadek Megan (Megan Mullally) |      | Anthony Asbury i Stephanie D'Abruzzo [sezon 1, odc. 4 „[http://muppet.wikia.com/wiki/Episode_104:_The_Song_of_the_Zubble-Wump The Song of the Zubble-Wump]”]                                             |
| Dolores1) i Morries Nooly2) (Mr. & Mrs. Nooly), rodzice Larry’ego3) (Larry Nooly) Mayzie4), dziewczynka ze stokrotką na głowie (Daisy-Head Mayzie)                                                   |      | Stephanie D'Abruzzo1) i Anthony Asbury2), Bruce Lanoil3) Stephanie D'Abruzzo4) [sezon 1, odc. 5 „[http://muppet.wikia.com/wiki/Episode_105:_The_Guest Gość"]                                             |
| Tata Tidbiddle1) (Dad Tidbiddle) i Mama Tidbiddle2) (Mom Tidbiddle) rodzice Herbie'ego3) i Heather4)                                                                                                 |      | Anthony Asbury1) i Kathryn Mullen2) John Kennedy3) i Stephanie D'Abruzzo4) [sezon 1, odc. 6 „[http://muppet.wikia.com/wiki/Episode_106:_The_Simplifier The Simplifier]”]                                 |
| Posąg Snoozer (The Snoozer) |      | Jerry Nelson [sezon 1, odc. 7 „[http://muppet.wikia.com/wiki/Episode_107:_The_Snoozer The Snoozer]”] |
| Pani Zabarelli (Mrs. Zabarelli) Annie DeLoo, mała dziewczynka z tremą |      | Anthony Asbury Stephanie D'Abruzzo [sezon 1, odc. 8 [http://muppet.wikia.com/wiki/Episode_108:_Mrs._Zabarelli%27s_Holiday_Baton "Mrs. Zabarelli's Holiday Baton"]                                        |
| (The Travel Poobah) |      | Stephanie D'Abruzzo [sezon 1, odc. 10 [http://muppet.wikia.com/wiki/Episode_110:_Almost_There "Almost There"]                                                                                            |
| Julian Jeremy Jaroo Jalloo Pani Otissa Buttons, operatorka windy (Mrs. Otissa Buttons) |      | John Kennedy Kathryn Mullen [sezon 1, odc. 11 „[http://muppet.wikia.com/wiki/Episode_111:_Oh,_the_People_You%27ll_Meet Oh, the People You'll Meet]”]                                                     |
| Binky (Binkham Tamino McDoyal the Third), właściciel Norval'a |      | Brian Muehl [sezon 1, odc. 14 [http://muppet.wikia.com/wiki/Episode_114:_Norval_the_Great "Norval the Great"]                                                                                            |
| Ciotka Myrtle, ciotka Żółwia Yertle (Aunt Myrtle) |      | Kathryn Mullen [sezon 1, odc. 17 „[http://muppet.wikia.com/wiki/Episode_117:_Yertle_The_King Yertle the King]”]                                                                                          |
| Wujek Norton, wujek Hortona (Uncle Norton) |      | John Kennedy [sezon 1, odc. 18 „[http://muppet.wikia.com/wiki/Episode_118:_Horton_Has_a_Hit Horton Has a Hit]”]                                                                                          |
| Urodzinowy Ptak (The Birthday Bird) Rybka Fiona (Fiona Phish) |      | John Kennedy Stephanie D'Abruzzo [sezon 1, odc. 19 [http://muppet.wikia.com/wiki/Episode_119:_The_Birthday_Moose "Urodziny Łosia"]                                                                       |
| Alvin, obcy z planety Malamaroo (Alvin) |      | John Kennedy [sezon 1, odc. 20 „[http://muppet.wikia.com/wiki/Episode_120:_The_Grinch_Meets_His_Max_/_Halfway_Home_to_Malamaroo The Grinch Meets His Max / Halfway Home to Malamaroo]”]                  |
| |      | |
| Yapper-Nap (The Yapper-Nap) |      | [sezon 2, odc. 1 „[http://muppet.wikia.com/wiki/Episode_201:_The_Cat_in_the_Hat_Takes_a_Nap The Cat in the Hat Takes a Nap]”]                                                                            |
| Matthew Katroom1), chłopiec walczący z brudnym pokojem Goober, pies Matthew |      | Anthony Asbury1) [sezon 2, odc. 2 „[http://muppet.wikia.com/wiki/Episode_202:_The_Cat_in_the_Hat_Cleans_Up_His_Act The Cat in the Hat Cleans Up His Act]”]                                               |
| Księżniczka Tizz (Princess Tizz), córka Króla Derwin |      | Leslie Carrara [sezon 2, odc. 3 „[http://muppet.wikia.com/wiki/Episode_203:_The_Cat_in_the_Hat%27s_Big_Birthday_Surprise The Cat in the Hat's Big Birthday Surprise]”]                                   |
| Milo1) Król Derwin (King Derwin) |      | Anthony Asbury1) [sezon 2, odc. 6 „[http://muppet.wikia.com/wiki/Episode_206:_The_Cat_in_the_Hat%27s_Flower_Power The Cat in the Hat's Flower Power]”, odc. 7 „The Feed You Need”]                       |
| Mick Maputo, ptak z dżungli Nool wyglądający jak Elvis (Mick Maputo Bird) |      | Anthony Asbury [sezon 2, odc. 10 „[http://muppet.wikia.com/wiki/Episode_210:_The_Cat_in_the_Hat%27s_Indoor_Picnic The Cat in the Hat's Indoor Picnic]”]                                                  |
| Dr Gazeat, lekarz w Królestwie Didd (Dr. Gazeat) Pająk Sid2) (Sid Spider) 3-Rogaty Basza (3-Horned Pasha) Norbid Page (Norbid the Page) i Zak, sklejeni przyjaciele                                  |      | Tim Lagasse2) [sezon 2, odc. 11 „[http://muppet.wikia.com/wiki/Episode_211:_A_Bird%27s_Guide_to_Health A Bird's Guide to Health]”]                                                                       |
| Lester McBird, brat Terrence’a McBird |      | Joey Mazzarino [sezon 2, odc. 15 „[http://muppet.wikia.com/wiki/Episode_215:_Lester_Leaps_In Lester Leaps In]”]                                                                                          |
| Dziadek Jacob (Grandpa Jacob), dziadek Kangura Jane Mały kot Fleep, dziwak mówiący tylko „Fleep"(Little Cat Fleep)                                                                                   |      | Anthony Asbury Kevin Clash [sezon 2, odc. 17 „[http://muppet.wikia.com/wiki/Episode_217:_Talkin%27_with_the_Cat Talkin' with the Cat]”]                                                                  |
| Puffy, kota Felixa Finkledooper |      | [sezon 2, odc. 20 „[http://muppet.wikia.com/wiki/Episode_220:_Cat%27s_Play Cat's Play]”] |
| Prezenterka tv Sally Spingel-Spungel-Sporn |      | Stephanie D'Abruzzo [sezon 1] |
| Sarah Hall-Small1), wnuczka Babci Small (Grandma Small) |      | Stephanie D'Abruzzo1) [sezon 2] |
| Kngur Jane (Jane Kangaroo), mama Kangura Juniora (Junior Kangaroo) |      | Stephanie D'Abruzzo Kathryn Mullen (sezon 1) Tim Lagasse (sezon 2) |
| Sneels: Różowy tufted Sneel1) (pink-tufted Sneel) i Zielony tufted Sneel2) (green-tufted Sneel) |      | Kathryn Mullen1) Stephanie D'Abruzzo2) |

## Pozostali bohaterowie
| Postać | Głos                |
| --- | ------------------- |
| Łysy Orzeł z peruką (Bald Eagle With Toupee), Bullfrog, Footman, Mały chłopiec w maszynie (Little Guy In Machine), Purpurowy przyjaciel Mortona (Morton's Purple Friend), Widz (Onlooker #3), Royal Herald (The Royal Herald), Singing Classmate in Play, Wujek Schmeeze (Uncle Schmeeze), Głos z globu (Voice From The Globe) | Anthony Asbury      |
| Spiker (Announcer), Armand, Sługa Burmistrza (the Mayor's Servant), Backup Singer, Celli, Downer Than Down Guy, Felix Finkledooper, Flitzpizzle, Hairy, Horace P. Riddley, Irish Setter, Mały Wimpy (Little Wimpy Guy), Mężczyzna z „Up With Folks” (Man from „Up With Folks”), McZuff, Money Whozit, Pan Dorfman (Mr. Dorfman), Pan Knox (Mr. Knox), Muckster, Narrator, Nerwowy Whozit (Nervous Whozit), Rybka Noval (Norval the Fish), Dziecko sprzedające bilety na loterię (Raffle Ticket Selling Kid), Piosenkarz Rockowy (Rock Singer), Sam-I-Am, Śpiewający Lew (Singing Lion), Astronauta (Spaceman), Thaddeus           | John Kennedy        |
| Alonzo, Spiker (Announcer), Ciotka May (Aunt May), Barney Balaban, Big Nosed Whozit, Big-Bottomed Rumpit, Bob, King of the Wickershams, First Mate, Zielony Tufted Sneel (Green-tufted Sneel) [w „Yertle the King”], Hajji, The Hum-Bleeper, Mały Wimpy (Little Wimpy Guy) (not the voice), Sługa Burmistrza (the Mayor's Servant), Money Whozit, Różowty przyjaciel Mortona (Morton's Pink Friend), Pan Webley (Mr. Webley), Gazeciarz (Newsboy), Widz (Onlooker #2), Pa Blozzit, Ronald Q. Clark, Singing Classmate in Play, Subscription-Selling Whozit, Tygrys (Tiger), Nieszczęśliwy mężczyzna (Unhappy Man), Zander, Zauber | Bruce Lanoil        |
| Admirał Abigail Breeze (Admiral Abigail Breeze), Backup Singer, Bunny, Ser (The Cheese), Urzędnik służby cywilnej (Civil Servant #4), Elise, Dziecko Eskimos (Eskimo Kid), Goofy Gargaloof, Wesoły Spiker (Happy Announcer), Iguana z Xanadu (Iguana From Xanadu), Pani z „Up With Folks” (Lady from „Up With Folks”), Ma Blozzit, Mandy, Max, pies Grinch'a, Mama Jalloo (Mom Jalloo), Żółty przyjaciel Mortona (Morton's Yellow Friend), Pani Dorfman (Mrs. Dorfman), Nola Nicola Raphaella Miraldo, Pam-I-Am, Pudel That Doodles (Poodle That Doodles), Space Creature, Tallullah                                              | Stephanie D'Abruzzo |
| Ariana, Babs Balaban, Backup Singer, Urzędnik służby cywilnej (Civil Servant #3), Daisy's Mom, Oburzony gość (Disgusted Guest), Down Whozit, Finnegan, Gertrude, Hopwood, Max, pies Grinch'a [„[http://muppet.wikia.com/wiki/Episode_105:_The_Guest Gość"], Burmistrz Stovepipe (Mayor Stovepipe), Molly Livingood, Money Whozit, Pani Otissa Buttons (Mrs. Otissa Buttons), Widz (Onlooker #1), Królowa Myrtle (Queen Myrtle), Królowa Regina z Ka-Larry (Queen Regina of Ka-Larry), Kanapka (The Sandwich), Singing Classmate in Play, Wiewiórka (Squirrel), Nauczyciel (The Teacher), Tubby Tarbaloot, Verma                   | Kathryn Mullen      |
| Urzędnik służby cywilnej (Civil Servants #1, #2, #5, and #6), Mleko (The Milk), Starszy mężczyzna (The Old Man) | Martin P. Robinson  |
| Annoying Greebles, Bunky Balaban, The Clam, Dziecko Eskimos (Eskimo Kid), Pan Moriarty Seagoon Eccles (Mr. Moriarty Seagoon Eccles), Old Man Time, Scotty, The Speaker, Inne (Others) | Tim Lagasse         |
| Pies Lulu (Lulu's Dog) | Pam Arciero         |
| Ptak (Bird), Dostawca (Delivery Man) | John Tartaglia      |
| Przykry Greebles (Annoying Greebles), Tata Jalloo (Dad Jalloo), Serwetka w koszyku (Doily-Cart), Pan Wimpletwerp (Mr. Wimpletwerp), Space Creature, Zippedy Quick | James J. Kroupa     |

## Spis odcinków
| N/o                   | Polski tytuł                                                       | Angielski tytuł |
| --------------------- | ------------------------------------------------------------------ | --------------- |
|                       |                                                                    |                 |
| SERIA PIERWSZA (1997) |                                                                    |                 |
|                       |                                                                    |                 |
| 001                   | Gink                                                               | The Gink        |
| 001                   | 25 sierpnia 1997 reżyseria: David Gumpel, scenariusz: Belinda Ward |                 |
|                       |                                                                    |                 |
| SERIA DRUGA (1998)    |                                                                    |                 |
|                       |                                                                    |                 |